# 荒井裕樹 (学者)
荒井 裕樹（あらい ゆうき、1980年 - ）は、日本の文学研究者。二松學舎大学文学部国文学科教授。専門は障害者文化論、日本近現代文学。

## 経歴
東京都生まれ。東京大学大学院人文社会系研究科修了。
2009年、論文「病者と障害者の文学における自己認識と自己表現の諸相」によって東京大学より博士（文学）の学位を取得。
日本学術振興会特別研究員、明治学院大学社会学部付属研究所研究員、東京大学大学院人文社会系研究科付属次世代人文学開発センター特任研究員を経て、二松學舍大学文学部准教授。
著書に『障害者差別を問いなおす』、『まとまらない言葉を生きる』、『凜として灯る』などがある。2022年、第15回わたくし、つまりNobody賞を受賞した。

## 著書

### 単著
- 『障害と文学：「しののめ」から「青い芝の会」へ』現代書館、2011年。ISBN　978-4-7684-3511-3
- 『隔離の文学：ハンセン病療養所の自己表現史』書肆アルス、2011年。ISBN　978-4-9905595-4-0
- 『生きていく絵：アートが人を〈癒す〉とき』亜紀書房、2013年。ISBN　978-4-7505-1330-0 ／ちくま文庫、2023年。ISBN　978-4-480-43856-0
- 『差別されてる自覚はあるか：横田弘と青い芝の会「行動綱領」』現代書館、2017年。ISBN　978-4-7684-3552-6
- 『荒井裕樹対談集　どうして、もっと怒らないの?：生きづらい「いま」を生き延びる術は障害者運動が教えてくれる』現代書館、2019年。ISBN　978-4-7684-3572-4
- 『障害者差別を問いなおす』筑摩書房〈ちくま新書〉、2019年。ISBN　978-4-480-07301-3
- 『車椅子の横に立つ人：障害から見つめる「生きにくさ」』青土社、2020年。ISBN　978-4-7917-7290-2
- 『まとまらない言葉を生きる』柏書房、2021年。ISBN　978-4-7601-5349-7
- 『凜として灯る』現代書館、2022年。ISBN　978-4-7684-3592-2
- 『障害者ってだれのこと?：「わからない」からはじめよう』平凡社〈中学生の質問箱〉、2022年。ISBN　978-4-582-83903-6
- 『無意味なんかじゃない自分 ハンセン病作家・北條民雄を読む』講談社、2025年5月19日。ISBN 9784065395714。（電子版あり）

### 共編著
- 『ここから始める文学研究：作品を読み解くために』（五井信・瀧田浩・中谷いずみ・山口直孝と共編著）みずき書林、2022年。ISBN　978-4-909710-23-9

## 受賞
- 2022年 - 第15回わたくし、つまりNobody賞[12]